# 오스틴 킴
오스틴 킴(1992년 7월 1일 ~ )은 대한민국의 성악가이다.

## 방송
- 팬텀싱어 4 (2023) - 준우승

## 공연
- Volksbühne Theater Hall, Perotti International Competition - Solo, The Arts in Szczecin Orchestra (2017)

## 수상
- 수리음악콩쿠르 2위 (2008)
- 신영옥 콩쿠르 3위 (2009)
- 성정음악콩쿠르 2위 (2009)
- 줄리오 페로티 국제 콩쿠르 1위 (2017)